# توم رامزي
توم رامزي (بالإنجليزية: Tom Ramsey)‏ هو لاعب كرة قدم أمريكية أمريكي، ولد في 9 يوليو 1961 في إنسينو في الولايات المتحدة.

## وصلات خارجية
- توم رامزي على موقع مرجع كرة القدم المحترفة.كوم (الإنجليزية)